# Valašské Klobouky
Valašské Klobouky (niem. Wallachisch Klobauk) – miasto w Czechach, w kraju zlińskim, w powiecie Zlín. Według danych z 31 grudnia 2003 powierzchnia miasta wynosiła 2693 ha, a liczba jego mieszkańców 5201 osób.

## Demografia
| Rok             | 1970  | 1980  | 1991  | 2001  | 2003  |
| --------------- | ----- | ----- | ----- | ----- | ----- |
| Liczba ludności | 4 218 | 4 692 | 5 028 | 5 191 | 5 201 |

Źródło: Czeski Urząd Statystyczny